# 南海路
南海路是中华人民共和国山东省青岛市市南区的一条东南-西北方向临海道路，也是全市最早建成的一批道路之一。道路东南接八大关风景区的正阳关路，与汇泉路、武昌路、文登路交汇，西北接莱阳路。路西南侧即为汇泉湾第一海水浴场，路东北侧为汇泉广场。
今南海路与莱阳路始建于德国占领时期，定名为奥古斯特·维多利亚海岸 (德語：Auguste Viktoria Ufer)。日本第一次占领时期，今莱阳路的琴屿路以东段及南海路改名为忠海町（曙町）（日语：／）。中国收回青岛主权后变更了两条道路起止点并改现名。
Template:青岛老街